# Селище (находище)
Вижте пояснителната страница за други значения на Селище.
„Сѐлище“ е урановорудно находище в Западните Родопи. Разположено е по долината на река Доспат.
В района на находището са разкрити метаморфити, палеозойски гранити, олигоцен-миоценски вулканити, както и плиоценски и кватернерни отложения. В алувиалните наслаги на старото корито на река Доспат са разположени урановите руди. Седиментите са от чакъли, пясъци и глини, които лежат върху неравна повърхност от палеозойски гранити. Рудните тела са лещовидна форма и са удължени по посока на долината. Урановата минерализация в находището е главно от отунит.
В периода 1961 – 1990 г. са добити около 495 тона уран.